# 伏毛蓼
伏毛蓼（学名：Polygonum pubescens），也称无辣蓼，为蓼科蓼属下的一个种。

## 扩展阅读
- 伏毛蓼的图片[]